# Pico El Tridente
El Pico El Tridente (en inglés: The Trident) es un cerro coronado por tres picos, el más alto 1335 m s. n. m., ubicado en el lado este del glaciar Briggs en Georgia del Sur, un territorio ubicado en el océano Atlántico Sur, cuya soberanía está en disputa entre el Reino Unido el cual las administra como «Territorio Británico de Ultramar de las islas Georgias del Sur y Sandwich del Sur», y la República Argentina que las integra al Departamento Islas del Atlántico Sur, dentro de la Provincia de Tierra del Fuego, Antártida e Islas del Atlántico Sur. El nombre describe los tres picos y fue dado por el Comité Antártico de Lugares Geográficos del Reino Unido (UK-APC) tras encuesta realizada por la South Georgia Survey en el período 1951-1957.